# Дмитриевское (Переславский район)
Дмитриевское — село в составе городского округа город Переславль-Залесский Ярославской области.

## География
Село расположено на берегу реки Кисьма в 49 км на север от города Переславль-Залесский.

## История
Церковь на Димитриевском погосте на Кисьме построена в 1812 году. Престолов в ней было три: Св. Великомученика Димитрия Селунского; Святителя и Чудотворца Николая; Сошествия Св. Духа
В конце XIX — начале XX века Дмитриевский погост входил в состав Микляевской волости Угличского уезда Ярославской губернии. 
С 1929 года село являлось центром Дмитриевского сельсовета Нагорьевского района Ивановской Промышленной области, с 1936 года — в составе Ярославской области. С 2005 года село в составе Нагорьевского сельского поселения, с 2019 года — в составе городского округа  город Переславль-Залесский.

## Население
| 1859 | 1914 | 2007 | 2008 | 2010 |
| ---- | ---- | ---- | ---- | ---- |
| 30   | ↗32  | ↗138 | →138 | ↗141 |

## Инфраструктура
В селе имеются Дмитриевская основная общеобразовательная школа (открыта в 1982 году), дом культуры, отделение почтовой связи. 

## Достопримечательности
В селе расположена действующая Церковь Димитрия Солунского (1812).